# Valter Külvet
Valter Külvet, né le 19 février 1964 à Õisu, mort le 2 juillet 1998, est un athlète estonien, représentant l’Union soviétique, spécialiste du décathlon.

Il participe au décathlon des Jeux olympiques de 1988.